# 彭林環礁

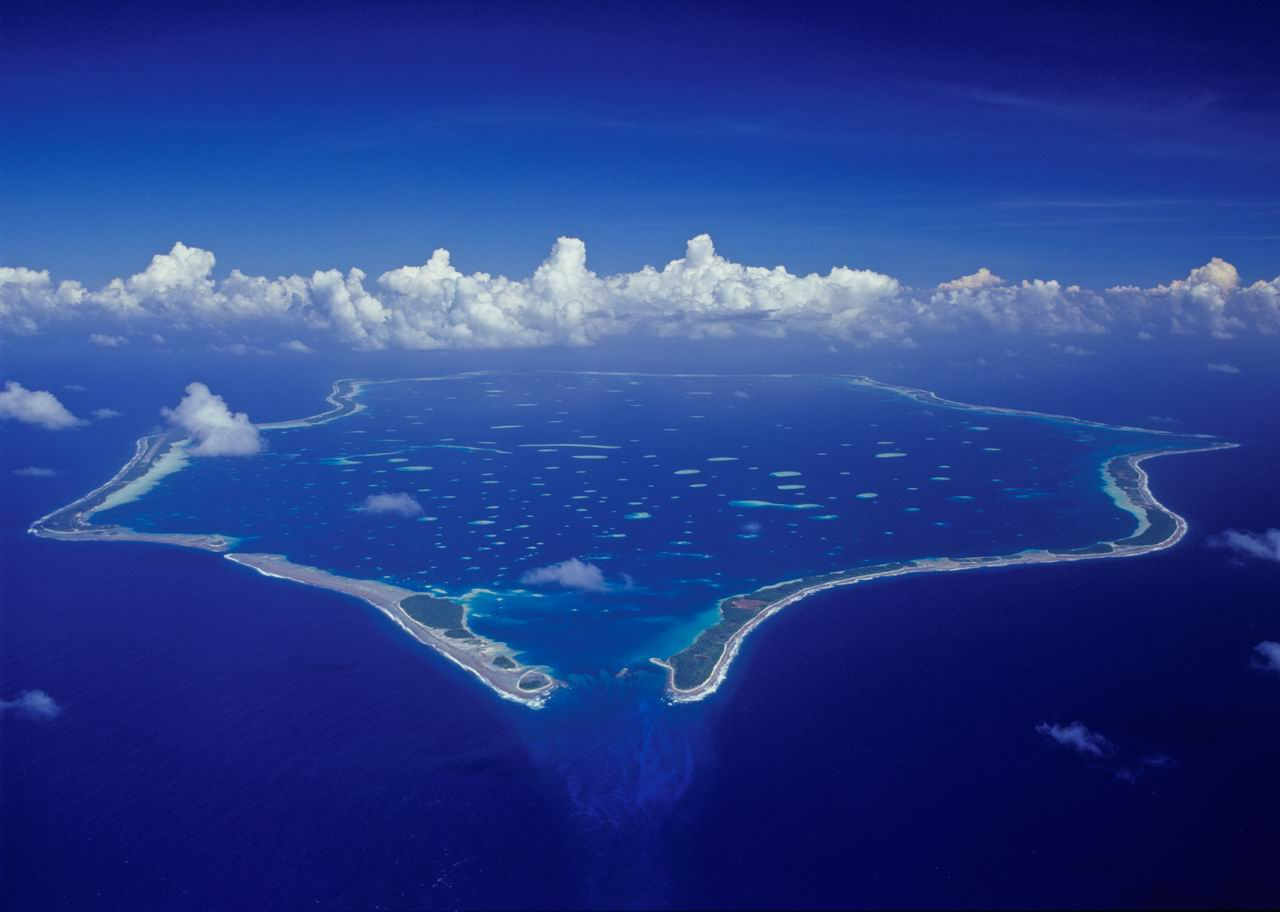
彭林環礁

彭林環礁（Penrhyn）是庫克群島北部地區的一個環礁，也是北庫克群島最北端的島嶼，位於庫克群島首都阿瓦魯阿東北約1,365 km（848 mi）。該環礁擁有庫克群島最高的水下火山。

## 外部連結
- Photos and information about Penrhyn 的存檔，存档日期10 March 2012.
- Tongareva Island info （页面存档备份，存于）
- Older map, but with more details （页面存档备份，存于）

9°00′20″S 157°58′10″W / 9.00556°S 157.96944°W